# Savo Pavićević
Savo Pavićević (in serbo Caвo Пaвићeвић?; Kikinda, 11 dicembre 1980) è un ex calciatore montenegrino con passaporto serbo, di ruolo difensore.

## Palmarès

### Club

#### Competizioni nazionali
- Coppa di Cipro: 1

Omonia: 2011-2012